# 普拉苏塔古斯
普拉苏塔古斯是大約居住在今天的诺福克郡之古不列顛塞爾特人爱西尼部落的国王，生年不詳，大約死於西元60至61年左右。他因妻子布狄卡而知名。
普拉苏塔古斯可能是十一个在公元43年罗马人的征服后，向罗马皇帝克劳狄一世投降的十一位君王之一，但也有可能是在西元47年愛西尼部落的反抗被羅馬敉平後，被立為國王 。作为罗马的盟友，他的部落被允许保持名义上的独立，同時確保普拉蘇塔格斯任命羅馬皇帝及其兩個女兒為該王國的共同繼承人。塔西佗說他過了長久而繁榮的生活，但他死後，羅馬人無視他的遺囑並接管了政權，搶奪了貴族的土地並掠奪了王國。布狄卡遭到鞭打，她的女兒們遭到強姦。羅馬金融家收回了貸款。這些事件導致公元60或61年，爱西尼人在布狄卡领导下的起义。
在薩福克郡發現的硬幣上刻有 SVB ESVPRASTO ESICO FECIT（拉丁文「埃蘇普拉斯托斯·埃西科製造」）。一些考古學家認為「埃蘇普拉斯托斯」是塔西佗稱為「普拉蘇塔古斯」之國王的真名，但也有考古學家則認為這是另一個人；還有人認為「埃蘇普拉斯托斯」是一個複合字，「埃蘇（Esu-）源自埃蘇斯神，代表「主上」或「榮譽」，而「普拉斯托（Prasto-）則是某人名字的縮寫，因此硬幣上的銘文意思是「在普拉斯托主上之下—」。另外值得注意的是，在科利埃尔塔维人的硬幣上也發現刻有類似的名稱 IIVPRASV 和 ESVPASV。有位較早期愛西尼國王的名字，在硬幣上為斯卡沃（SCAVO），這個名字可能與拉丁語 scaeva（左）和 scaevola（左撇子）有關。兩位統治者的硬幣在風格和語言上都與羅馬相似，製造時間可能相差二十年。克里斯路德認為，埃蘇普拉斯托斯（他將其視為普拉蘇塔古斯）在西元 47年的愛西亞反抗後，繼承了斯卡沃的位置。